# Франтишек Весели
Франтишек Весели, (чеш. František Veselý; Праг, 7. децембар 1943 − 30. октобар 2009) био је чешки и чехословачки фудбалер. Играо је на десном крилу и био је познат по својој техници. Највише сезона је провео у Славији из Прага.

## Каријера
Фудбал је тренирао у ФК Славији из Прага. Своју професионалну каријеру у започео је ФК Дукла Праг 1962. али се након две године враћа у Славију за коју наступа наредних 16 сезона. У чехословачком првенству одиграо је 404 утакмице за Славију. године вратио се у Славије, где је играо за 16 сезона. Каријеру је завршио у Аустрији.
За Чехословачку репрезентацију је одиграо 34 меча и постигао три гола.. Са репрезентацијом је наступао на Свјетском првенству у фудбалу 1970. и Европском фудбалском првенству 1976.гдје је освојио златну медаљу. У продужетку полуфинала Европског првентства између Чехословачке и Холандије асистирао је Здењеку Неходи који је постигао гол за вођство од 2:1, а потом је био и стрелац за вођство од 3:1 и пролазак у финале.
Умро је од срчане инсуфицијенције 30. октобра 2009. Сахрањен је на гробљу Малвазинки у Прагу.